# Uwasa no musume
Uwasa no musume (噂の娘, lit. "garota de rumores") é um filme de drama japonês de 1935 escrito e dirigido por Mikio Naruse.

## Sinopse
O filme se inicia com uma conversa entre um barbeiro e seu cliente sobre a Nadaya, uma mercearia do outro lado da rua que, nas palavras deles, está "decaindo" desde que o ex-proprietário Keisaku se aposentou e seu filho Kenkichi assumiu o negócio. Keisaku começa a beber o saquê de sua loja já no início do dia, reclamando que a qualidade do saquê está diminuindo ultimamente. Enquanto a filha mais moderna de Kenkichi, Kimiko, vive uma vida tranquila, Kunie, mais tradicional e conservadora, trabalha na loja de seu pai. Agora que sua esposa morreu, Kenkichi oferece a Oyo, sua nova amante, a chance de se mudar para sua casa, um plano apoiado por Kunie, mas rejeitado por Kimiko.
O tio das irmãs organiza um omiai (casamento arranjado) entre Kunie e Shintarō, filho de uma família rica, ao qual Kenkichi se opõe, pois ele próprio foi forçado a um casamento arranjado e infeliz com sua já falecida esposa. Após o encontro entre os pretendentes do casamento, Shintarō mostra mais interesse em Kimiko. O pai e o tio de Kunie logo descobrem que Shintarō prefere Kimiko a ela, mas escondem o fato de Kunie para não decepcionarem a moça. Quando Kunie descobre que Kimiko está namorando Shintarō, sua irmã confessa seu feito da maneira mais insensível possível, deixando Kunie triste.
Kenkichi finalmente organiza um encontro entre Kimiko e Oyo em sua casa, explicando que Oyo é sua mãe verdadeira e que ele e sua esposa a criaram como sua segunda filha. Kimiko se recusa a aceitar a verdade e arruma suas coisas para sair de casa. Ao mesmo tempo, policias chegam e pedem a Kenkichi que os acompanhe até a delegacia para um interrogatório, pois ele havia cortado o suprimento de saquê vendido em sua loja. Na barbearia, o barbeiro e um cliente ignoram o destino de Nadaya, brincando sobre que tipo de loja abrirá em seu lugar.

## Elenco

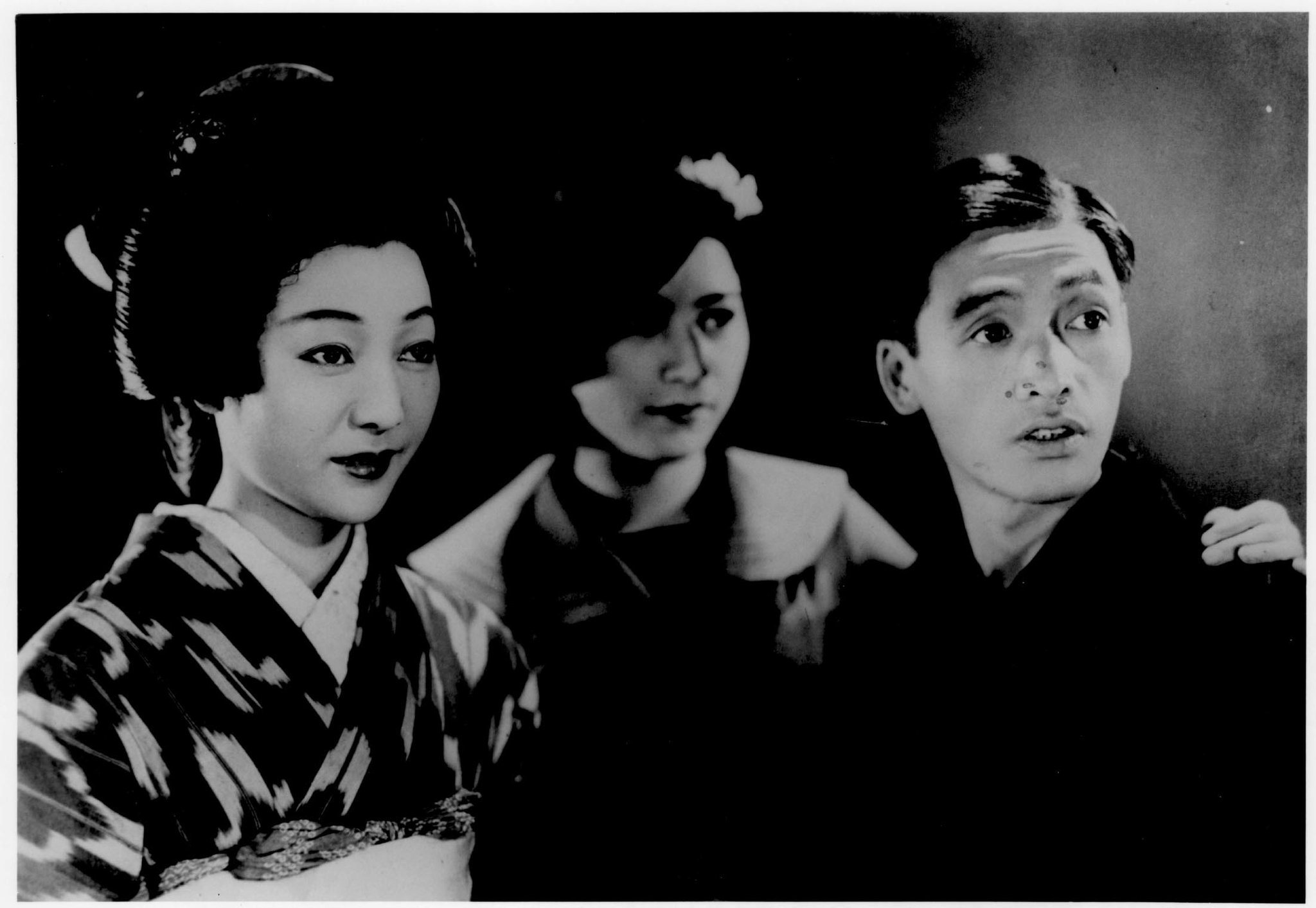
Os atores (da esquerda a direita) Sachiko Chiba, Ryūko Umezono e Kamatari Fujiwara em Uwasa no musume

- Sachiko Chiba como Kunie
- Ryuko Umezono como Kimiko
- Kō Mihashi como Kenkichi, o pai
- Yō Shiomi como Keisaku, o avô
- Kamatari Fujiwara como tio
- Toshiko Ito como Oyo
- Heihachiro Ōkawa como Shintaro
- Masao Mishima como o barbeiro

## Análise
Em seu livro de 1959, The Japanese Film – Art & Industry, o historiador americano de cinema, Donald Richie, descreveu Uwasa no musume como "um triunfo da técnica sobre o material antiquado" e "em oposição ao melodramático do período".